# 里卡多·柯强特
里卡尔多·柯强特或理查德·柯强特（意大利语：Riccardo Cocciante，法语：Richard Cocciante）法籍意大利歌手，作曲家。音乐剧《巴黎圣母院》的曲作者。

## 生平
里卡多1946 年 2 月 20 日生于法属印度支那西贡（今越南胡志明），父亲是来自拉奎拉罗卡迪梅佐的意大利人，母亲是法国人。他还在法国、美国和爱尔兰生活过。11岁时，他与家人移居罗马，并就读于夏多布里昂中学。在意大利，他开始了他的艺术生涯，但由于他的母亲，他仍然保持着意法双重身份。
他开始与他的乐队Nations在罗马的俱乐部表演，演唱的是英文歌曲。经过与几个唱片公司试音后，他被RCA Talent签下，并于1968年以艺名Riccardo Conte发行了一张45转单曲，但这张单曲并未引起注意。后来被Mario Simone和Paolo Dossena发现，他们建议他转到他们的唱片公司Delta，在那里他以Richard Cocciante的名字在1971年发行了45转单曲《Down memory lane/Rhythm》，以及同年为电影《Roma Bene》（导演Carlo Lizzani）的原声带录制的歌曲《Don't Put Me Down》，但这些作品也没能获得公众的反响。
在那段时间，Cocciante结识了作家Marco Luberti和Amerigo Paolo Cassella，于是他决定开始唱意大利文歌曲，并与这两位作家合作。他签署了一份新的合同与RCA Italiana，并在1972年发布了一个概念专辑《Mu》，该专辑受到了前卫摇滚音乐的影响，讲述了失落的姆大陆的故事，还是以Richard的名义发行的。
专辑的录制汇聚了许多著名音乐家，包括Brainticket乐队的领队、长笛手Joel Vandroogenbroeck，以及键盘手Paolo Rustichelli（Rustichelli e Bordini二人组）。随后的1973年，他以“Richard Cocciante”之名发行了他的第二张LP《Poesia》，与之前的专辑不同（之前的专辑由每面一首长曲组成），这张专辑由多首歌曲组成，风格也是Cocciante后来变得出名的样子。专辑的主题曲在相同的时期也由Patty Pravo录制，并随着时间的推移，成为了Cocciante最著名的歌曲之一。
在《Poesia》取得尚可的商业成绩后，Cocciante于一年后凭借歌曲《Bella senz'anima》大获成功，这首歌成为了一大热门，但也因涉嫌性别歧视，在意大利电视上被禁播。1976年，他的歌曲《Margherita》登上了意大利热门排行榜第一名，成为了他的代表作。同年，他在音乐纪录片《All This and World War II》中翻唱了甲壳虫乐队的歌曲《Michelle》，并与伦敦交响乐团合作，并在美国发行了唯一的英文专辑，单曲《When Love Has Gone Away》在Billboard Hot 100上最高排名第41位。
1980年，Cocciante开始了与填词人Mogol长达十年的合作，Mogol刚刚结束了与Lucio Battisti的职业合作；他们的第一首热门歌曲是《Cervo a primavera》。1983年，Cocciante成为第一个签约Virgin Records的意大利艺术家，并发行了由美国作曲家James Newton Howard制作和编曲的专辑《Sincerità》。在接下来的几年中，他又推出了几首热门歌曲，特别是1985年与Mina合唱的《Questione di feeling》，1987年他搬到了佛罗里达，并除了一张现场专辑外，长时间没有艺术作品。
Cocciante在1991年复出，在第41届圣雷莫音乐节上凭借歌曲《Se stiamo insieme》获胜，并且单曲和随后的专辑《Cocciante》都获得了巨大成功。1997年，他的朋友Plácido Domingo邀请他参加在维也纳举行的Domingo年度圣诞音乐会，与Sarah Brightman和Helmut Lotti一同演出。1996年，他被选为电影《玩具总动员》意大利版本的歌手，演唱了《Un amico in me》、《Che strane cose》和《Io non volerò più》。
1998年，Cocciante创作了音乐剧《巴黎圣母院》，这是根据维克多·雨果的小说《钟楼怪人》改编的音乐剧；音乐剧的法文版歌词由Luc Plamondon撰写，意大利文版由Pasquale Panella撰写，音乐剧取得了全球性的成功，相关CD销量约为1000万份。此后，他又推出了两部成功的音乐剧：《小王子》和《朱丽叶与罗密欧》。他还制作了一部由张艺谋导演的普契尼歌剧《图兰朵》的中文版。
2013年，Cocciante担任了《意大利之声》的导师；他指导的选手Elhaida Dani赢得了该节目第一季的冠军。

## 专辑
- Mu《姆大陆》(1972)
- Poesia《诗》(1973)
- Anima《心灵》(1974)
- L'alba《黎明》(1975)
- Richard Cocciante[English version of Anima]《心灵》英文版(1976)
- Concerto per Margherita《给玛格丽塔的音乐会》(1976)
- Riccardo Cocciante《里卡多·柯强特》(1978)
- ...E io canto《...而我歌唱》(1979)
- Cervo a primavera《春天的鹿》(1980)
- Q Concert《Q音乐会》(1981)
- Cocciante《科强特》(1982)
- Sincerità《真诚》(1983)
- Il mare dei papaveri《罂粟海》(1985)
- Quando si vuole bene《当你真心相爱》(1986)
- La grande avventura《伟大的冒险》(1988)
- Viva!《万岁！》(1988)
- Cocciante《如果我们在一起》(also known as Se stiamo insieme; 1991)
- Empreinte《印记》(1993)[1]
- Eventi e mutamenti 《事件与变迁》(1993)[1]
- Il mio nome è Riccardo《我的名字是里卡多》(1994)
- Un Uomo Felice《一个快乐的人》(1994)
- Je Chante《我唱》(1995)
- Innamorato《恋爱中》(1997)
- Istantanea《快照》(1998)
- Notre-dame de Paris live Arena di Verona《维罗纳竞技场的巴黎圣母院现场》(2002)
- Songs《歌曲》(2005)